# Prenomi greci
Questa voce raccoglie i nomi propri di persona tipici della lingua greca moderna, con l'equivalente in italiano (dove esiste). 

## A
Maschili
| Nome                      | Varianti                                         | Corrispondente italiano |
| ------------------------- | ------------------------------------------------ | ----------------------- |
| Achilleas (Αχιλλέας)      |                                                  | Achille                 |
| Adam (Αδάμ)               | Antam (Άνταμ)                                    | Adamo                   |
| Adamantios (Αδαμάντιος)   |                                                  | Adamante                |
| Agamemnōn (Αγαμέμνων)     |                                                  | Agamennone              |
| Agapios (Αγάπιος)         |                                                  | Agapio                  |
| Agapitos (Αγαπητός)       |                                                  | Agapito                 |
| Aimilios (Αιμίλιος)       |                                                  | Emilio                  |
| Akakios (Ακάκιος)         |                                                  | Acacio                  |
| Alexandros (Αλέξανδρος)   | Alekos (Αλέκος), Alex (Άλεξ)                     | Alessandro              |
| Alexis (Αλέξης)           |                                                  | Alessio                 |
| Alkiviadīs (Αλκιβιάδης)   |                                                  | Alcibiade               |
| Anargyros (Ανάργυρος)     |                                                  |                         |
| Alvertos (Αλβέρτος)       |                                                  | Alberto                 |
| Anastasios (Αναστάσιος)   | Anestīs (Ανέστης)                                | Anastasio               |
| Andreas (Ανδρέας)         |                                                  | Andrea                  |
| Angelos (Άγγελος)         |                                                  | Angelo                  |
| Anikītos (Ανίκητος)       |                                                  | Aniceto                 |
| Antōnios (Αντώνιος)       | Antōnīs (Αντώνης)                                | Antonio                 |
| Apollōn (Απόλλων)         |                                                  | Apollo                  |
| Apostolos (Απόστολος)     | Apostolīs (Αποστόλης)                            | Apostolo                |
| Argyrīs (Αργύρης)         |                                                  |                         |
| Arīs (Άρης)               |                                                  | Ares                    |
| Aristeidīs (Αριστείδης)   |                                                  | Aristide                |
| Aristotelīs (Αριστοτέλης) |                                                  | Aristotele              |
| Asterios (Αστέριος)       |                                                  | Asterio                 |
| Athanasios (Αθανάσιος)    | Athan (Αθάν), Thanasīs (Θανάσης), Thanos (Θάνος) | Atanasio                |

Femminili
| Nome                    | Varianti                                            | Corrispondente italiano |
| ----------------------- | --------------------------------------------------- | ----------------------- |
| Afroditī (Αφροδίτη)     |                                                     | Afrodite                |
| Agapī (Αγάπη)           |                                                     | Agape                   |
| Agathī (Αγαθή)          |                                                     | Agata                   |
| Aggelikī (Αγγελική)     |                                                     | Angelica                |
| Aglaïa (Αγλαΐα)         |                                                     | Aglaia                  |
| Agnī (Αγνή)             |                                                     | Agnese                  |
| Aikaterinī (Αικατερίνη) | Katerina (Κατερίνα), Katina (Κατίνα), Kaitī (Καίτη) | Caterina                |
| Aimilia (Αιμιλία)       |                                                     | Emilia                  |
| Alexandra (Αλεξάνδρα)   | Aleka (Αλέκα), Alex (Άλεξ)                          | Alessandra              |
| Alexia (Αλεξία)         |                                                     | Alessia                 |
| Alikī (Αλίκη)           |                                                     | Alice                   |
| Alkmīnī (Αλκμήνη)       |                                                     | Alcmena                 |
| Amalia (Αμαλία)         |                                                     | Amalia                  |
| Anastasia (Αναστασία)   | Natasa (Νατάσα), Tasia (Τασία), Tasoula (Τασούλα)   | Anastasia               |
| Andriana (Ανδριάνα)     |                                                     | Andreina                |
| Antzela (Άντζελα)       | Aggelina (Αγγελίνα)                                 | Angela                  |
| Anna (Άννα)             |                                                     | Anna                    |
| Antōnia (Αντωνία)       |                                                     | Antonia                 |
| Aretī (Αρετή)           |                                                     |                         |
| Argyrō (Αργυρώ)         |                                                     |                         |
| Artemis (Άρτεμις)       |                                                     | Artemide                |
| Aspasia (Ασπασία)       |                                                     | Aspasia                 |
| Athanasia (Αθανασία)    |                                                     | Atanasia                |
| Athīna (Αθηνά)          |                                                     | Atena                   |
| Avra (Αύρα)             |                                                     | Aura                    |

## C
Maschili
| Nome                         | Varianti               | Corrispondente italiano |
| ---------------------------- | ---------------------- | ----------------------- |
| Charalampos (Χαράλαμπος)     | Mpampīs (Μπάμπης)      |                         |
| Charilaos (Χαρίλαος)         |                        | Carilao                 |
| Charīs (Χάρης)               | Charis (Χάρις)         |                         |
| Christodoulos (Χριστόδουλος) |                        | Cristodulo              |
| Christoforos (Χριστόφορος)   |                        | Cristoforo              |
| Christos (Χρίστος)           |                        | Cristo                  |
| Chrīstos (Χρήστος)           | Christakīs (Χρηστάκης) |                         |
| Chrysanthos (Χρύσανθος)      |                        | Crisante                |
| Chrysostomos (Χρυσόστομος)   |                        | Crisostomo              |

Femminili
| Nome                   | Varianti       | Corrispondente italiano |
| ---------------------- | -------------- | ----------------------- |
| Charikleia (Χαρίκλεια) |                |                         |
| Charīs (Χάρης)         | Charis (Χάρις) |                         |
| Christina (Χριστίνα)   |                | Cristina                |
| Chrysanthī (Χρυσάνθη)  | Chrysa (Χρύσα) | Crisanta                |

## D
Maschili
| Nome                     | Varianti                           | Corrispondente italiano |
| ------------------------ | ---------------------------------- | ----------------------- |
| Daniīl (Δανιήλ)          |                                    | Daniele                 |
| Diamantīs (Διαμαντής)    |                                    | Diamante                |
| Dīmītrios (Δημήτριος)    | Dīmītrīs (Δημήτρης), Dīmos (Δήμος) | Demetrio                |
| Dimosthenīs (Δημοσθένης) | Dīmos (Δήμος)                      | Demostene               |
| Diomīdīs (Διομήδης)      |                                    | Diomede                 |
| Dionysios (Διονύσιος)    |                                    | Dionisio                |
| Dōrotheos (Δωρόθεος)     |                                    | Doroteo                 |

Femminili
| Nome                | Varianti                                  | Corrispondente italiano |
| ------------------- | ----------------------------------------- | ----------------------- |
| Dafnī (Δάφνη)       |                                           | Dafne                   |
| Danaī (Δανάη)       |                                           | Danae                   |
| Dareia (Δαρεία)     |                                           | Daria                   |
| Dīmītra (Δήμητρα)   | Dīmī (Δήμη), Ntimi (Ντίμι), Ntimī (Ντίμη) | Demetra                 |
| Despoina (Δέσποινα) |                                           | Despina                 |
| Diamantō (Διαμάντω) | Diamantina (Διαμαντίνα)                   | Diamante                |
| Domna (Δόμνα)       |                                           |                         |

## E
Maschili
| Nome                     | Varianti            | Corrispondente italiano |
| ------------------------ | ------------------- | ----------------------- |
| Eleutherios (Ελευθέριος) | Leuterīs (Λευτέρης) | Eleuterio               |
| Emmanouīl (Εμμανουήλ)    |                     | Emanuele                |
| Ermīs (Ερμής)            |                     | Ermete                  |
| Euaggelos (Ευάγγελος)    | Vaggelīs (Βαγγέλης) | Evangelo                |
| Eugenios (Ευγένιος)      |                     | Eugenio                 |
| Euripidīs (Ευριπίδης)    |                     | Euripide                |
| Eustathios (Ευστάθιος)   | Stathīs (Στάθης)    | Eustasio                |
| Euthymios (Ευθύμιος)     |                     | Eutimio                 |

Femminili
| Nome                   | Varianti      | Corrispondente italiano |
| ---------------------- | ------------- | ----------------------- |
| Eirīnī (Ειρήνη)        |               | Irene                   |
| Elenī (Ελένη)          | Elena (Έλενα) | Elena                   |
| Eleonora (Ελεονώρα)    |               | Eleonora                |
| Eleutheria (Ελευθερία) |               | Eleuteria               |
| Elisavet (Ελισάβετ)    | Liza (Λίζα)   | Elisabetta              |
| Ellī (Έλλη)            |               |                         |
| Elpida (Ελπίδα)        |               | Elpidia                 |
| Euaggelia (Ευαγγελία)  |               | Evangela                |
| Euanthia (Ευανθία)     |               |                         |
| Eudokia (Ευδοκία)      |               | Eudocia                 |
| Eufīmia (Ευφημία)      |               | Eufemia                 |
| Eufrosynī (Ευφροσύνη)  |               | Eufrosina               |
| Eugenia (Ευγενία)      |               | Eugenia                 |
| Euī (Εύη)              | Eua (Εύα)     | Eva                     |
| Eurydikī (Ευρυδίκη)    |               | Euridice                |
| Euthalia (Ευθαλία)     |               |                         |
| Euthymia (Ευθυμία)     |               | Eutimia                 |
| Euthychia (Ευτυχία)    |               | Eutichia                |
| Evelina (Εβελίνα)      |               | Evelina                 |

## F
Maschili
| Nome                | Varianti      | Corrispondente italiano |
| ------------------- | ------------- | ----------------------- |
| Filippos (Φίλιππος) |               | Filippo                 |
| Fōtios (Φώτιος)     | Fōtīs (Φώτης) | Fozio                   |

Femminili
| Nome                | Varianti | Corrispondente italiano |
| ------------------- | -------- | ----------------------- |
| Fevronia (Φεβρωνία) |          | Febronia                |
| Filippa (Φιλίππα)   |          | Filippa                 |
| Flōra (Φλώρα)       |          | Flora                   |
| Fōteinī (Φωτεινή)   |          | Fotina                  |

## G
Maschili
| Nome                  | Varianti            | Corrispondente italiano |
| --------------------- | ------------------- | ----------------------- |
| Gavriīl (Γαβριήλ)     |                     | Gabriele                |
| Geōrgios (Γεώργιος)   | Giōrgios (Γιώργος)  | Giorgio                 |
| Gerasimos (Γεράσιμος) |                     | Gerasimo                |
| Grīgorios (Γρηγόριος) | Grīgorīs (Γρηγόρης) | Gregorio                |

Femminili
| Nome                | Varianti          | Corrispondente italiano |
| ------------------- | ----------------- | ----------------------- |
| Galīnī (Γαλήνη)     |                   | Galena                  |
| Geōrgia (Γεωργία)   | Giōrgia (Γιωργία) | Giorgia                 |
| Glykeria (Γλυκερία) |                   | Gliceria                |

## I
Maschili
| Nome                | Varianti                           | Corrispondente italiano |
| ------------------- | ---------------------------------- | ----------------------- |
| Iakōvos (Ιάκωβος)   |                                    | Giacomo-Giacobbe        |
| Iasōn (Ιάσων)       |                                    | Giasone                 |
| Ignatios (Ιγνάτιος) |                                    | Ignazio                 |
| Īlias (Ηλίας)       |                                    | Elia                    |
| Iōannīs (Ιωάννης)   | Gianīs (Γιάνης), Giannīs (Γιάννης) | Giovanni                |
| Iōsīf (Ιωσήφ)       |                                    | Giuseppe                |
| Īraklīs (Ηρακλής)   |                                    | Ercole                  |
| Isaak (Ισαάκ)       |                                    | Isacco                  |

Femminili
| Nome              | Varianti                     | Corrispondente italiano |
| ----------------- | ---------------------------- | ----------------------- |
| Īlektra (Ηλέκτρα) |                              | Elettra                 |
| Īliana (Ηλιάνα)   |                              |                         |
| Iōanna (Ιωάννα)   | Gianna (Γιάννα), Nana (Νάνα) | Giovanna                |
| Iris (Ίρις)       | Irida (Ίριδα)                | Iris                    |
| Irō (Ηρώ)         |                              | Ero                     |
| Ismīnī (Ισμήνη)   |                              |                         |

## K
Maschili
| Nome                        | Varianti                                              | Corrispondente italiano |
| --------------------------- | ----------------------------------------------------- | ----------------------- |
| Karolos (Κάρολος)           |                                                       | Carlo                   |
| Kōnstantinos (Κωνσταντίνος) | Kōstakīs (Κωστάκης), Kōstas (Κώστας), Kōstīs (Κωστής) | Costantino              |
| Kosmas (Κοσμάς)             |                                                       | Cosimo                  |
| Kyriakos (Κυριάκος)         |                                                       | Ciriaco                 |

Femminili
| Nome                      | Varianti | Corrispondente italiano |
| ------------------------- | -------- | ----------------------- |
| Kallirroī (Καλλιρρόη)     |          | Calliroe                |
| Kassandra (Κασσάνδρα)     |          | Cassandra               |
| Kikī (Κική)               |          |                         |
| Kleiō (Κλειώ)             |          | Clio                    |
| Kleopatra (Κλεοπάτρα)     |          | Cleopatra               |
| Kōnstantina (Κωνσταντίνα) |          | Costantina              |
| Koralia (Κοραλία)         |          | Coralla                 |
| Korina (Κορίνα)           |          | Corinna                 |
| Kyriakī (Κυριακή)         |          | Ciriaca                 |
| Kyvelī (Κυβέλη)           |          | Cibele                  |

## L
Maschili
| Nome                    | Varianti | Corrispondente italiano |
| ----------------------- | -------- | ----------------------- |
| Laurentios (Λαυρέντιος) |          | Lorenzo                 |
| Lazaros (Λάζαρος)       |          | Lazzaro                 |
| Leandros (Λέανδρος)     |          | Leandro                 |
| Leōn (Λέων)             |          | Leone                   |
| Leōnidas (Λεωνίδας)     |          | Leonida                 |
| Loukas (Λουκάς)         |          | Luca                    |

Femminili
| Nome            | Varianti | Corrispondente italiano |
| --------------- | -------- | ----------------------- |
| Leia (Λεία)     |          | Lia                     |
| Lena (Λένα)     |          | Lena                    |
| Louiza (Λουίζα) |          | Luisa                   |

## M
Maschili
| Nome                 | Varianti           | Corrispondente italiano |
| -------------------- | ------------------ | ----------------------- |
| Marinos (Μαρίνος)    |                    | Marino                  |
| Marios (Μάριος)      |                    | Mario                   |
| Markelos (Μάρκελος)  |                    | Marcello                |
| Markos (Μάρκος)      |                    | Marco                   |
| Matthaios (Ματθαίος) |                    | Matteo                  |
| Menelaos (Μενέλαος)  |                    | Menelao                 |
| Michaīl (Μιχαήλ)     | Michalīs (Μιχάλης) | Michele                 |

Femminili
| Nome                  | Varianti                                            | Corrispondente italiano |
| --------------------- | --------------------------------------------------- | ----------------------- |
| Magdalīnī (Μαγδαληνή) | Magda (Μάγδα)                                       | Maddalena               |
| Margarita (Μαργαρίτα) |                                                     | Margherita              |
| Maria (Μαρία)         | Marietta (Μαριέττα), Marika (Μαρίκα), Mairī (Μαίρη) | Maria                   |
| Marianna (Μαριάννα)   |                                                     | Marianna                |
| Marilena (Μαριλένα)   |                                                     | Marilena                |
| Marina (Μαρίνα)       |                                                     | Marina                  |
| Martha (Μάρθα)        |                                                     | Marta                   |
| Melina (Μελίνα)       |                                                     |                         |
| Melissa (Μέλισσα)     |                                                     | Melissa                 |
| Melpomenī (Μελπομένη) |                                                     | Melpomene               |
| Michaela (Μιχαέλα)    |                                                     | Michela                 |
| Myrtō (Μυρτώ)         |                                                     | Mirta                   |

## N
Maschili
| Nome                  | Varianti                                    | Corrispondente italiano |
| --------------------- | ------------------------------------------- | ----------------------- |
| Nektarios (Νεκτάριος) |                                             | Nettario                |
| Neophytos (Νεόφυτος)  |                                             | Neofito                 |
| Nikīforos (Νικηφόρος) |                                             | Niceforo                |
| Nikolaos (Νικόλαος)   | Nikolas (Νικόλας), Nikos (Νίκος), Nik (Νικ) | Nicola                  |

Femminili
| Nome                | Varianti                             | Corrispondente italiano |
| ------------------- | ------------------------------------ | ----------------------- |
| Natalia (Ναταλία)   |                                      | Natalia                 |
| Nefelī (Νεφέλη)     |                                      | Nefele                  |
| Nektaria (Νεκταρία) |                                      | Nettaria                |
| Nikī (Νίκη)         |                                      | Nike                    |
| Nikoleta (Νικολέτα) | Nikoletta (Νικολέττα), Nikol (Νικόλ) | Nicoletta               |
| Nomikī (Νομική)     |                                      |                         |
| Ntora (Ντόρα)       |                                      | Dora                    |

## O
Maschili
| Nome            | Varianti | Corrispondente italiano |
| --------------- | -------- | ----------------------- |
| Omīros (Όμηρος) |          | Omero                   |
| Orfeas (Ορφέας) |          | Orfeo                   |

Femminili
| Nome              | Varianti | Corrispondente italiano |
| ----------------- | -------- | ----------------------- |
| Olga (Όλγα)       |          | Olga                    |
| Olympia (Ολυμπία) |          | Olimpia                 |

## P
Maschili
| Nome                    | Varianti                                                  | Corrispondente italiano |
| ----------------------- | --------------------------------------------------------- | ----------------------- |
| Panagiōtīs (Παναγιώτης) | Panagiōtakīs (Παναγιωτάκης), Panos (Πάνος), Takīs (Τάκης) |                         |
| Pantelīs (Παντελής)     |                                                           |                         |
| Paraskeuas (Παρασκευάς) |                                                           |                         |
| Paschalīs (Πασχάλης)    |                                                           | Pasquale                |
| Paulos (Παύλος)         |                                                           | Paolo                   |
| Periklīs (Περικλής)     |                                                           | Pericle                 |
| Petros (Πέτρος)         |                                                           | Pietro                  |
| Platōn (Πλάτων)         |                                                           | Platone                 |
| Prokopios (Προκόπιος)   | Prokopīs (Προκόπης)                                       | Procopio                |

Femminili
| Nome                  | Varianti                                   | Corrispondente italiano |
| --------------------- | ------------------------------------------ | ----------------------- |
| Panagiōta (Παναγιώτα) |                                            |                         |
| Paraskeuī (Παρασκευή) | Paraskeuoula (Παρασκευούλα), Voula (Βούλα) | Parasceva               |
| Paulina (Παυλίνα)     |                                            | Paolina                 |
| Pelagia (Πελαγία)     |                                            | Pelagia                 |
| Persefonī (Περσεφόνη) |                                            | Persefone               |
| Petroula (Πετρούλα)   |                                            | Pietra                  |
| Pīnelopī (Πηνελόπη)   |                                            | Penelope                |
| Pōlina (Πωλίνα)       |                                            |                         |
| Polyxenī (Πολυξένη)   |                                            | Polissena               |

## R
Maschili
| Nome            | Varianti | Corrispondente italiano |
| --------------- | -------- | ----------------------- |
| Rafaīl (Ραφαήλ) |          | Raffaele                |

Femminili
| Nome            | Varianti | Corrispondente italiano |
| --------------- | -------- | ----------------------- |
| Roxanī (Ρωξάνη) |          | Rossana                 |

## S
Maschili
| Nome                  | Varianti                         | Corrispondente italiano |
| --------------------- | -------------------------------- | ----------------------- |
| Savvas (Σάββας)       |                                  | Saba                    |
| Serafeim (Σεραφείμ)   |                                  | Serafino                |
| Silas (Σίλας)         |                                  |                         |
| Sofoklīs (Σοφοκλής)   |                                  | Sofocle                 |
| Sōkratīs (Σωκράτης)   |                                  | Socrate                 |
| Sōtīrios (Σωτήριος)   | Sōtīrīs (Σωτήρης), Sōtos (Σώτος) | Sotero                  |
| Spyridōn (Σπυρίδων)   | Spyros (Σπύρος), Spyro (Σπύρο)   | Spiridione              |
| Stamatios (Σταμάτιος) | Stamatīs (Σταμάτης)              |                         |
| Stauros (Σταύρος)     |                                  |                         |
| Stefanos (Στέφανος)   |                                  | Stefano                 |
| Stylianos (Στυλιανός) | Stelios (Στέλιος)                | Stelio                  |

Femminili
| Nome                    | Varianti              | Corrispondente italiano |
| ----------------------- | --------------------- | ----------------------- |
| Sara (Σάρα)             |                       | Sara                    |
| Savina (Σαβίνα)         |                       | Sabina                  |
| Selīnī (Σελήνη)         |                       | Selene                  |
| Smaragda (Σμαράγδα)     |                       | Smeralda                |
| Sofia (Σοφία)           |                       | Sofia                   |
| Sōtīria (Σωτηρία)       | Sōtīroula (Σωτηρούλα) | Sotera                  |
| Spyridoula (Σπυριδούλα) |                       | Spiridiona              |
| Stamatia (Σταματία)     |                       |                         |
| Stavroula (Σταυρούλα)   |                       |                         |
| Stefania (Στεφανία)     |                       | Stefania                |
| Stylianī (Στυλιανή)     | Stella (Στέλλα)       | Stelia                  |

## T
Maschili
| Nome                          | Varianti | Corrispondente italiano |
| ----------------------------- | -------- | ----------------------- |
| Thalīs (Θαλής)                |          | Talete                  |
| Themistoklīs (Θεμιστοκλής)    |          | Temistocle              |
| Theodōros (Θεόδωρος)          |          | Teodoro                 |
| Theodoulos (Θεόδουλος)        |          | Teodulo                 |
| Theofanīs (Θεοφάνης)          |          | Teofane                 |
| Theofilos (Θεόφιλος)          |          | Teofilo                 |
| Theofylaktos (Θεοφύλακτος)    |          | Teofilatto              |
| Thomas (Θωμάς)                |          | Tommaso                 |
| Thrasyvoulos (Θρασύβουλος)    |          | Trasibulo               |
| Timotheos (Τιμόθεος)          |          | Timoteo                 |
| Triantafyllos (Τριαντάφυλλος) |          |                         |
| Tryfōn (Τρύφων)               |          | Trifone                 |

Femminili
| Nome                 | Varianti | Corrispondente italiano |
| -------------------- | -------- | ----------------------- |
| Tatiana (Τατιάνα)    |          | Tatiana                 |
| Thaleia (Θάλεια)     |          | Talia                   |
| Theano (Θεανώ)       |          |                         |
| Thekla (Θέκλα)       |          | Tecla                   |
| Theodōra (Θεοδώρα)   |          | Teodora                 |
| Theodosia (Θεοδοσία) |          | Teodosia                |
| Theofania (Θεοφανία) |          | Teofania                |
| Timothea (Τιμοθέα)   |          | Timotea                 |

## V
Maschili
| Nome                         | Varianti          | Corrispondente italiano |
| ---------------------------- | ----------------- | ----------------------- |
| Varnavas (Βαρνάβας)          |                   | Barnaba                 |
| Vartholomaios (Βαρθολομαίος) |                   | Bartolomeo              |
| Vasileios (Βασίλειος)        | Vasilīs (Βασίλης) | Basilio                 |
| Veniamin (Βενιαμίν)          |                   | Beniamino               |
| Viktōr (Βίκτωρ)              |                   | Vittorio                |
| Vīssariōn (Βησσαρίων)        |                   | Bessarione              |
| Vladimīros (Βλαδίμηρος)      |                   | Vladimiro               |
| Vlassīs (Βλάσσης)            | Vlasīs (Βλάσης)   | Biagio                  |

Femminili
| Nome                  | Varianti                   | Corrispondente italiano |
| --------------------- | -------------------------- | ----------------------- |
| Valentina (Βαλεντίνα) |                            | Valentina               |
| Varvara (Βαρβάρα)     |                            | Barbara                 |
| Vasilikī (Βασιλική)   | Vasia (Βάσια), Vasō (Βάσω) | Basilia                 |
| Venetia (Βενετία)     |                            |                         |
| Viktōria (Βικτωρία)   | Viktoria (Βικτόρια)        | Vittoria                |
| Virginia (Βιργινία)   |                            | Virginia                |

## X
Maschili
| Nome              | Varianti | Corrispondente italiano |
| ----------------- | -------- | ----------------------- |
| Xenofōn (Ξενοφών) |          | Senofonte               |

Femminili
| Nome                 | Varianti    | Corrispondente italiano |
| -------------------- | ----------- | ----------------------- |
| Xanthī (Ξανθή)       |             | Xantia                  |
| Xanthippī (Ξανθίππη) |             | Santippe                |
| Xenia (Ξένια)        | Xenī (Ξένη) | Xenia                   |

## Z
Maschili
| Nome                 | Varianti | Corrispondente italiano |
| -------------------- | -------- | ----------------------- |
| Zacharias (Ζαχαρίας) |          | Zaccaria                |
| Zīnōn (Ζήνων)        |          | Zeno                    |

Femminili
| Nome              | Varianti | Corrispondente italiano |
| ----------------- | -------- | ----------------------- |
| Zīnovia (Ζηνοβία) |          | Zenobia                 |
| Zōī (Ζωή)         |          | Zoe                     |